# 宋振骐
宋振骐（1935年3月10日—），中国矿山压力及岩层控制学家。

## 生平
1935年生于湖北汉阳。1957年毕业于北京矿业学院采煤系。山东矿业学院教授、矿山压力研究所所长。1991年当选为中国科学院院士（学部委员）。